# Space Shuttle main engine

Rymdfärjans huvudmotorer

Space Shuttle Main Engine (SSME) eller RS-25 kallas huvudmotorerna på den amerikanska rymdfärjan Space Shuttle. Varje rymdfärja är bestyckad med tre stycken SSME. Motorn förbränner flytande väte och flytande syre. De kan startas och stoppas flera gånger. 
Under åren genomgick den flera modifieringar.
Under uppfärd får huvudmotorerna syre och väte från en extern bränsletank (Space Shuttle external tank). Under de första minuterna dominerar dock dragkraften från de två fastbränsleraketerna Space Shuttle Solid Rocket Booster. Sedan dessa boostrar efter 2 minuter brunnit ut och separerat från rymdfärjan, så står huvudmotorerna helt för dragkraften ända upp till omloppsbana kring jorden. 
Mellan flygningarna tas huvudmotorerna ur rymdfärjan för inspektion och service. 